# فال سانت جيرمان
فال سانت جيرمان هو لاعب كرة القدم الكندية كندي، ولد في 8 أكتوبر 1971 في أوتاوا في كندا.